# Arres (Dret)
Les arres, en dret civil, són una suma de diners o una quantitat de bens fungibles pagats com a garantia mútua contra l'incompliment d'un contracte o com a contraprestació en cas de desistiment del contracte.

## Història

### Orígens
Tant el terme arres com la institució jurídica que amb aquest nom es designa tenen origen oriental. Donada la manca de fonts fiables, anteriors al dret romà, no se'n pot establir clarament la seva estructura jurídica primària, si bé, partint del caràcter o significat que tenien en el tràfic comercial, pot afirmar-se que es tractava d'una garantia, d'un instrument de reforçament de determinats contractes entre les parts, i en especial del de compravenda. Fruit de les relacions comercials desenvolupades pels grecs amb els pobles de la conca del Mediterrani, i en especial amb els fenicis, aquest especial instrument de garantia va penetrar en el dret grec.

### Dret romà
Hi ha acord gairebé unànime entre els estudiosos conforme el costum importat de Grècia de lliurar, al concloure's el contracte, especialment el de compravenda, una suma de diners o qualsevol altra cosa, com per exemple un anell, va incorporar-se en la pràctica jurídica de Roma en una època molt antiga. També hi ha un gran consens en entendre que en el dret romà de l'època clàssica les arres complien una funció probatòria i confirmatòria. Així, les peces de moneda o altres objectes (sobretot anells) que eren lliurades pel comprador al venedor al concloure el contracte de compravenda, que quedava perfeccionat i era obligatori pel simple consentiment entre ambdues parts (sense necessitat del simultani lliurament de la cosa venuda), es configurava com un senyal o instrument destinat a provar que s'havia produït tal perfeccionament del negoci jurídic. Posteriorment, en el dret romà de Justinià, s'introdueix la concepció de les arres amb funció penal, pròpia de la tradició grega. Així, es fa recaure una sanció en qui no ha complert el contracte, i si aquest és el comprador perd les arres lliurades, i si és el venedor l'incomplidor n'ha de tornar el doble, o un altre múltiple, al comprador.

## Configuració jurídica de les arres
Un element essencial de la institució jurídica de les arres és el seu caràcter real, és a dir, que per a la seva existència i eficàcia és necessari que operi la transmissió possessòria de la suma de diners (o dels béns fungibles) que es lliuren en tal concepte. No té, doncs, caràcter obligacional, ja que no és suficient que hi hagi acord entre les parts per al lliurament d'arres perquè aquestes tinguin efectes. Cal que siguin efectivament lliurades. Per altra banda, si bé algun sector de la doctrina jurídica ha considerat que les arres constitueixen un contracte independent i diferent del contracte principal del que són accessòries, els autors consideren, generalment, que les arres són un pacte o clàusula accessòria del contracte (compravenda, etc.) del que formen part i al que s'incorporen, sense poder-les considerar un contracte per sí soles.

### Tipus d'arres
Tot i que no hi ha unanimitat en la classificació dels diferents tipus d'arres, se n'han arribat a configurar fins a tres tipus:
Arres confirmatòries
Són les que tenen una finalitat probatòria o testimonial de la subscripció definitiva del contracte. En cas d'incompliment la seva existència no prejutja quina ha de ser la indemnització ni com ha d'operar l'acció de resolució o la de compliment forçós.
Arres penals
Funcionen com a garantia del compliment del contracte, mitjançant la pèrdua de les arres lliurades, o la seva devolució doblada per qui les ha rebut, suposant una indemnització de danys i perjudicis (que d'alguna manera queden pactats i predeterminats), però sense que alterin l'exigiblitat del compliment íntegre de l'obligació garantida (no suposen facultat de desistiment del contracte).
Arres penitencials
Són les que permeten deslligar-se lícitament del compliment de l'obligació derivada del contracte a qualsevol de les dues parts, avenint-se qui ha lliurat les arres a perdre-les o qui les ha rebudes a retornarles doblades, habibilitant la facultat de desistiment sota aquesta condició.

## Les arres a les terres de parla catalana

### Principat d'Andorra
És d'aplicació el dret romà (una de les fonts del dret andorrà) i, per tant, els tribunals consideren que, d'acord amb el Digest (18,1,35,pr.), si no s'indica clarament per les parts la naturalesa de les arres cal presumir que són simplement confirmatòries.

### Principat de Catalunya, País Valencià, Illes balears i la Franja
És d'aplicació l'article 1.454 del Codi civil espanyol, que regula únicament les arres penitencials o de desistiment, el que no implica que no es puguin convenir els altres tipus d'arres. Parteix de la base que es tracta d'una clàusula o pacte del contracte principal.

### Catalunya nord
És d'aplicació l'article 1.590 del Codi civil francès, que també regula únicament les arres penitencials.

### L'Alguer
A la República italiana i, per tant, a l'Alguer, regeix el Codi civil italià, que regula les arres ("la caparra") als seus arts. 1.385 ("caparra confirmatoria") i 1.386 ("caparra penitenziale").